# Leśnica (miasto)
Leśnica (dodatkowa nazwa w j. niem. Leschnitz, śl. Leźńica) – miasto na Górnym Śląsku, w woj. opolskim, w powiecie strzeleckim, położone na południowo-wschodnim zboczu Góry Świętej Anny, na wysokości ok. 205 m n.p.m., siedziba gminy miejsko-wiejskiej Leśnica. W latach 1975–1998 miasto administracyjnie należało do starego woj. opolskiego.
Według danych GUS z 1 stycznia 2024 r. miasto liczyło 2546 mieszkańców.
Części miasta: Kowalików, Księża Wieś, Stoki.
Leśnica uzyskała lokację miejską w 1217 roku.

## Nazwa

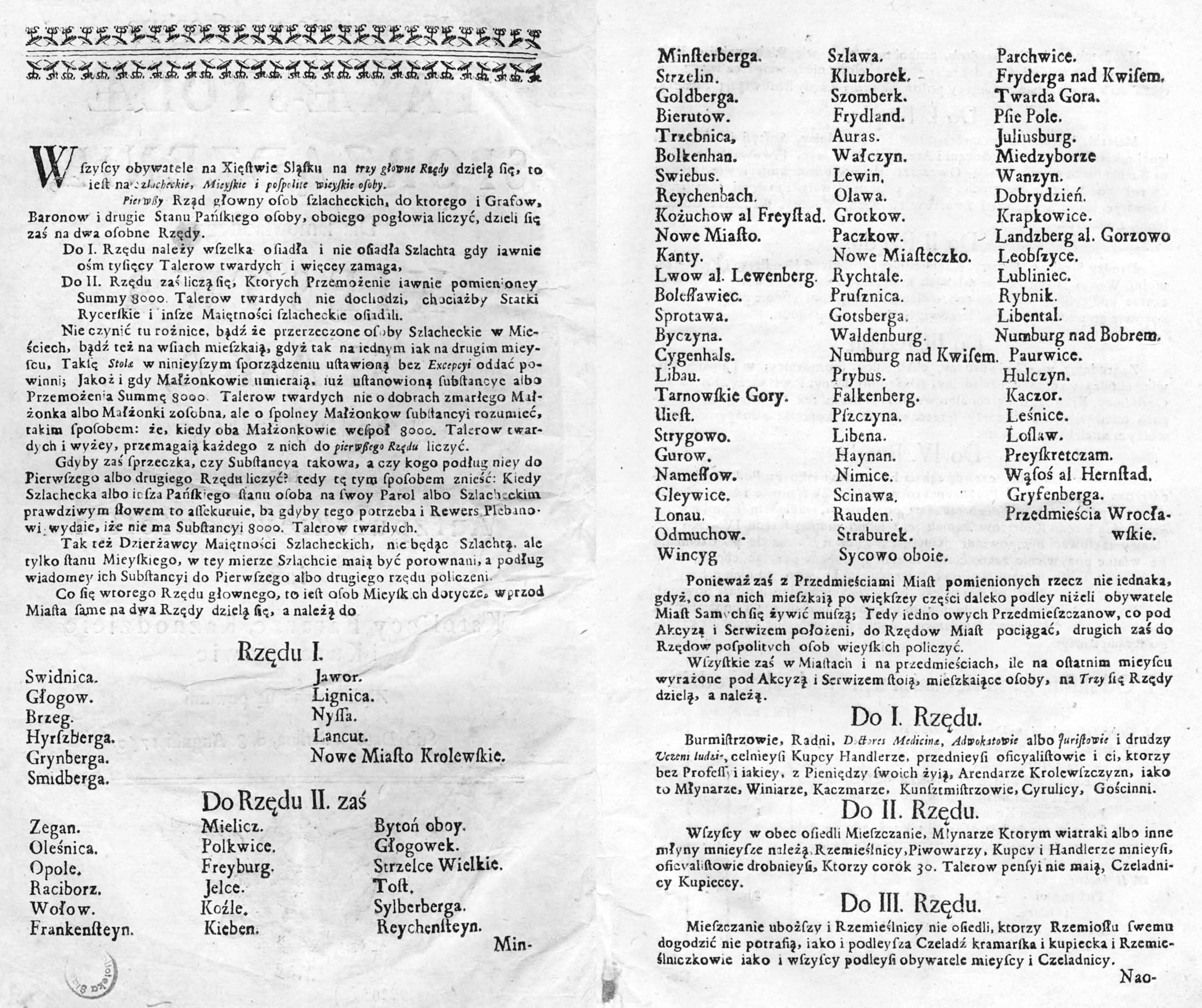
Leśnica wśród innych nazw śląskich miejscowości w urzędowym pruskim dokumencie z 1750 roku wydanym w języku polskim w Berlinie

Według niemieckiego nauczyciela Heinricha Adamy’ego nazwa miejscowości pochodzi od polskiej nazwy las. W swoim dziele o nazwach miejscowych na Śląsku wydanym w 1888 roku we Wrocławiu wymienia nazwę miejscowości Leznitz podając jej znaczenie „Ort im Walde”, czyli po polsku „Miejscowość w lesie”. Po raz pierwszy Leśnicę wymieniono w dokumencie księcia opolskiego Kazimierza I z 1217 r. jako „Lesnicie”.
W dziele „Silesiographia” autorstwa Mikołaja Henela z roku 1613 miejscowość opisana jest z nazwą łacińską Lesnitivm i z nazwą Leßnitz jako nazwą właściwą. W Topographia Bohemiae, Moraviae et Silesiae z roku 1650 miejscowość była wzmiankowana jako Leschnitz lub Leßnitz.
W pruskim urzędowym dokumencie z 1750 roku wydanym języku polskim w Berlinie przez Fryderyka Wielkiego jako nazwa polska miasta jest wymieniona Leśnice.
W alfabetycznym spisie miejscowości na terenie Śląska wydanym w 1830 roku we Wrocławiu przez Johanna Knie miejscowość występuje pod nazwą niemiecką Lesnitz oraz obecnie używaną, polską Leśnica. Polską nazwę w formie Leźnica w książce „Krótki rys jeografii Szląska dla nauki początkowej” wydanej w Głogówku w 1847 wymienił śląski pisarz Józef Lompa.
Słownik geograficzny Królestwa Polskiego wspomina miejscowość jako Leźnica, Leśnica oraz niemiecką nazwę Leschnitz.
W 1936 roku ze względu na polskie korzenie historycznej nazwy, nazistowska administracja III Rzeszy przemianowała zgermanizowaną nazwę Leschnitz na nową, całkowicie niemiecką – Bergstadt.
Obecna nazwa została administracyjnie zatwierdzona 12 listopada 1946.

## Historia
W dokumencie księcia opolskiego Kazimierza I z 1217 r. udzielił Leśnicy, należącej do kapelana książęcego Sebastiana i jego brata Grzegorza, zwolnienia od ciężarów prawa książęcego na tych samych warunkach, jakie uzyskali „goście” (hospites), tzn. osadnicy niemieccy osiedleni poprzednio przez tego samego księcia w Opolu i Raciborzu. Prawo niemieckie poprzez mniejsze obciążenia i większe swobody umożliwiało szybszy rozwój miejscowości. We wspomnianym dokumencie mowa jest o Leśnicy jako osadzie targowej. Dokument ten pozwala uznać Leśnicę za jedną z najstarszych miejscowości w tej części Śląska. Książęta opolscy nadali miastu herb przedstawiający złotego orła górnośląskiego na błękitnym tle. Z dokumentu z 20 stycznia 1257 wydanego przez księcia Władysława I wynika, że istniał już wtedy w Leśnicy drewniany kościół parafialny pod wezwaniem Trójcy Świętej. W 1384 r. Leśnica była otoczona murami z trzema bramami: lichyńską, kozielską i żyrowską. W 1386 r. wójtostwo w Leśnicy oddano Pakoszowi z Bierawy. W tym samym roku wymieniono w dokumentach leśnicką łaźnię miejską, ławę piekarską, rzeźniczą i szewską.
W 1429 r. Leśnica została spalona przez husytów podczas ich wyprawy na Śląsk. Z dokumentu z 1439 r. wynika, że wójtem w Leśnicy był Strala. W 1451 r. spaliło się całe miasto wraz z kościołem i 17 domami poza miastem. Dopiero w 1498 r. wybudowano nowy kościół św. Marcina.
Od 1638 r. Leśnica stanowiła własność rodziny Promnitz. W latach 1650–1807 miasto należało do rodziny Colonna, która miała swoją siedzibę w Strzelcach Opolskich. W XVIII wieku Leśnica podlegała inspekcji podatkowej w Prudniku. W 1807 r. Leśnica przestała być miastem prywatnym i uzyskała samorząd. Topograficzny opis Górnego Śląska z 1865 roku notuje, że w 1861 miasto liczyło 1413 mieszkańców oraz odnotowuje „Die Sprache der Einwohner ist deutsch und polnisch”, czyli w tłumaczeniu na polski „Mową mieszkańców jest niemiecki i polski”.
W 1643 urodzony w Leśnicy nadworny lekarz cesarza rzymskiego i królów polskich Jerzy Gorecki w testamencie zostawił znaczną kwotę na założenie w mieście kolegium. Do realizacji tego projektu nie doszło, ale z pieniędzy tych w 1653 ustanowiono fundusz stypendialny, który przyznawał czteroletnie stypendia na studia teologiczne lub medyczne dla dwóch mieszkańców Leśnicy, a w razie braku w danym naborze miejscowych stosownych kandydatów, dla mieszkańców z całego księstwa opolsko-raciborskiego. Stypendia te przyznawane były aż do 1939, przy czym od 1841, prócz stypendiów na studia, można było uzyskać stypendia na naukę w gimnazjum, aczkolwiek znacznie niższe. Większość znanych stypendystów było mieszkańcami Leśnicy.
W 1910 r. Leśnica posiadała 1951 mieszkańców, w tym 396 mówiących językiem polskim, 197 językiem polskim i niemieckim, 1358 – językiem niemieckim. Główne źródło utrzymania ludności stanowiły rolnictwo i rzemiosło.
W okresie I wojny światowej zginęło 165 mieszkańców Leśnicy, głównie mężczyzn walczących w szeregach armii niemieckiej. Kapitulacja Niemiec i proklamowanie państwowości polskiej w 1918 r. podniosły temat nowego wytyczenia granic na Górnym Śląsku. W Leśnicy, położonej na obszarze mieszanego etnicznie powiatu strzeleckiego, od 1919 r. działała komórka Polskiej Organizacji Wojskowej Górnego Śląska pod kierownictwem Antoniego Pateroka. Wśród mieszkańców miasta wyraźnie przeważała jednak ludność niemiecka: w plebiscycie górnośląskim 20 marca 1921 r. 899 osób opowiedziało się za pozostaniem w granicach Niemiec, a 101 za przyłączeniem do Polski.
W trakcie III powstania śląskiego w maju i czerwcu 1921 r. Leśnica oraz sąsiednie miejscowości były miejscem krwawych walk. 7 maja 1921 r. o godz. 21 Leśnica została zdobyta przez baon strzelecki Pawła Dziewiora z podgrupy „Bogdan”. O podejściu na pozycje wyjściowe do ataku na miasto, poszczególne kompanie zasygnalizowały wystrzeleniem zielonych rakiet, natomiast wystrzelenie czerwonej rakiety przez dowódcę batalionu oznaczało rozkaz do przeprowadzenia natychmiastowego natarcia. W efekcie krótkiej, lecz zażartej walki o Leśnicę straty w ludziach po stronie powstańców były minimalne, przeważnie wskutek odłamków granatów ręcznych. Niemcy wycofali się z Leśnicy szosą na Zdzieszowice. 9 maja odparto kontrnatarcie niemieckie z rejonu Zdzieszowic. Gwardian z pobliskiej Góry Świętej Anny wspominał, że w tym czasie doszło w mieście do poważnych ekscesów ze strony powstańców – rabunków i kradzieży, które nie ominęły także miejscowego proboszcza. Leśnica stanowiła miejsce postoju dowództwa pułku katowickiego Walentego Fojkisa Grupy „Wschód”. 21 maja miasto zostało zdobyty przez siły zgrupowania Freikorps Oberland mjr. Friedricha-Wilhelma von Chappuisa z krapkowickiego związku taktycznego Selbstschutz Oberschlesien (Gruppe „Süd”) nacierające z rejonu Gogolina na Górę Św. Anny. 22 maja Leśnica została przejściowo odzyskana przez podoodziały pułku W. Fojkisa i ponownie opanowana przez Freikorps Oberland.
Niemiecki Selbstschutz dokonał na terenie Leśnicy licznych morderstw zarówno na powstańcach śląskich, jak i ludności cywilnej. Zamordowani wówczas zostali:
- Anna Rychter z domu Wałęsa z Zabrza lat 30 znaleziona w polu obsianym żytem obok stodoły, w odległości ok. 100 m od Zakładu Psychiatrycznego w Leśnicy, zastrzelona pod zarzutem przechowywania czterech polskich powstańców oraz szpiegostwa, pochowana w Leśnicy 25 maja,
- Antoni Kwoczała, gospodarz z Leśnicy, zastrzelony 25 maja za udział w powstaniu trzech bratanków: Jana, Józefa i Pawła, pochowany tego samego dnia w Leśnicy,
- Winzent Gonsiorowski z Lichyni, cieśla lat 62, zastrzelony 23 maja pod zarzutem szpiegostwa na rzecz powstańców, uchodził za Polaka i przyznawał się do polskości,
- Paul Wieczorek ze Zdzieszowic, lat 19, zastrzelony 3 czerwca pod zarzutem szpiegostwa na rzecz powstańców, pochowany w Leśnicy 6 czerwca,
- nieznany polski powstaniec, wzięty do niewoli, przywieziony do Leśnicy, gdzie 4 czerwca został zastrzelony, pochowany w Leśnicy 6 czerwca,
- Alojzy Nocoń z Kończyc koło Zabrza, przywieziony do Leśnicy, gdzie 4 czerwca został zastrzelony, pochowany w Leśnicy 6 czerwca, 26 lipca ekshumowany i wywieziony do Kończyc.

Dnia 3.6.21 r. wyruszyliśmy z naszą kompanią na front pod Krasową, pow. kozielski. Dnia 4.6.21 r. zostaliśmy przez Niemców zabrani. Najpierw odtransportowano nas do Leśnicy, tam nam poodbierano pieniądze, zegarki i zdarto z nas ubranie i pozostawiwszy nas w kalesonach i koszuli tam zostaliśmy pierwszy raz przez zielonych obici, wyzywano nas w okropny sposób, zarzucano nam, że tylko w czarną k...ę z Częstochowy wierzymy. (...) W Leśnicy trafiło nas kilku znajomych z Lipin, którzy się znajdują przy niemieckich sztosstrupplerach (...) i ci nam wygrażali, że w przeciągu paru dni opanują cały Górny Śląsk i wszystko co polskie od najmniejszego zostanie wybite a ostatecznie rzucą się na Francuzów.

Ostatecznie podział Górnego Śląska w 1922 r. pozostawił Leśnicę po stronie niemieckiej.
W 1934 r. Leśnica uzyskała połączenie kolejowe z Kędzierzynem-Koźlem i Strzelcami Opolskimi. Wojna pociągnęła za sobą liczne ofiary spośród mieszkańców Leśnicy. W styczniu 1945 do miasta zbliżył się front, który przyniósł śmierć także wielu jego cywilnym mieszkańcom, m.in. żołnierze radzieccy zamordowali ok. 100 pacjentów zakładu leczniczego. Wiele budynków uległo wtedy zniszczeniu.
Po przejściu frontu pierwszym burmistrzem Leśnicy został Paweł Lelonek. Leśnica pozostając w cieniu potężnych przemysłowych sąsiadów, jak Kędzierzyn-Koźle i Zdzieszowice, przeżywała w okresie powojennym słaby rozwój. Brak przemysłu i upadek rzemiosła groził nawet w 1950 r. odebraniem jej praw miejskich.

## Demografia

### Zmiany liczby mieszkańców
Zmiana liczby mieszkańców na przestrzeni ostatnich 220 lat:

### Struktura płci i wieku

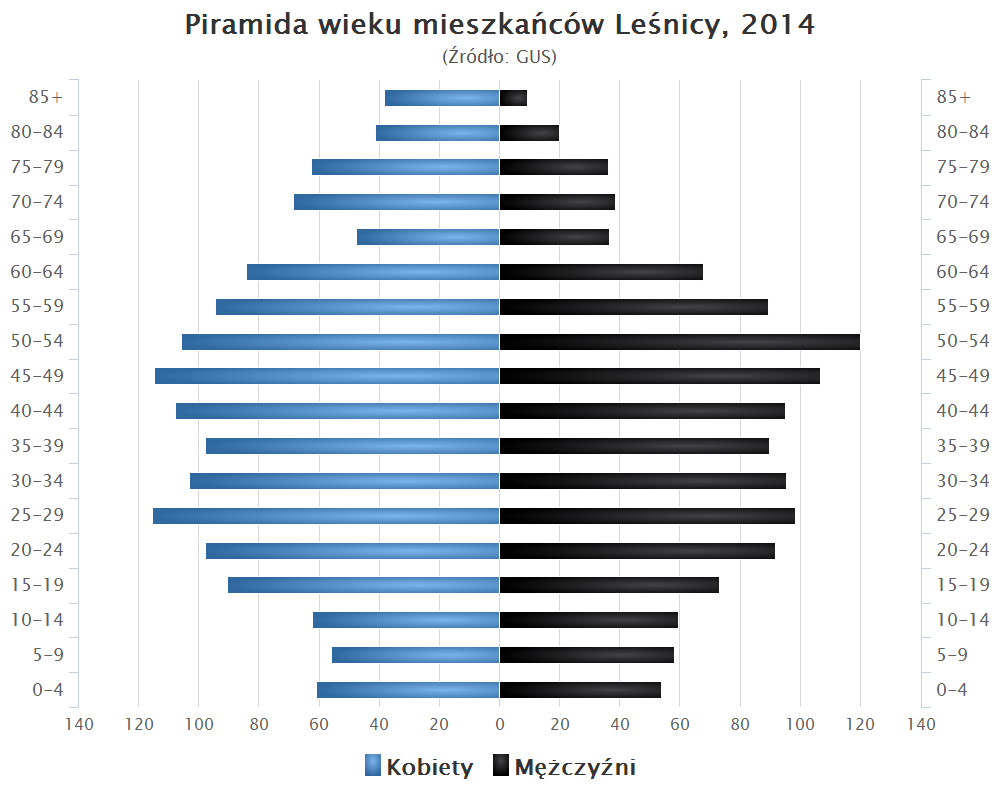
Piramida wieku mieszkańców Leśnicy w 2014 roku

## Pomniki i zabytki
Do wojewódzkiego rejestru zabytków wpisane są:

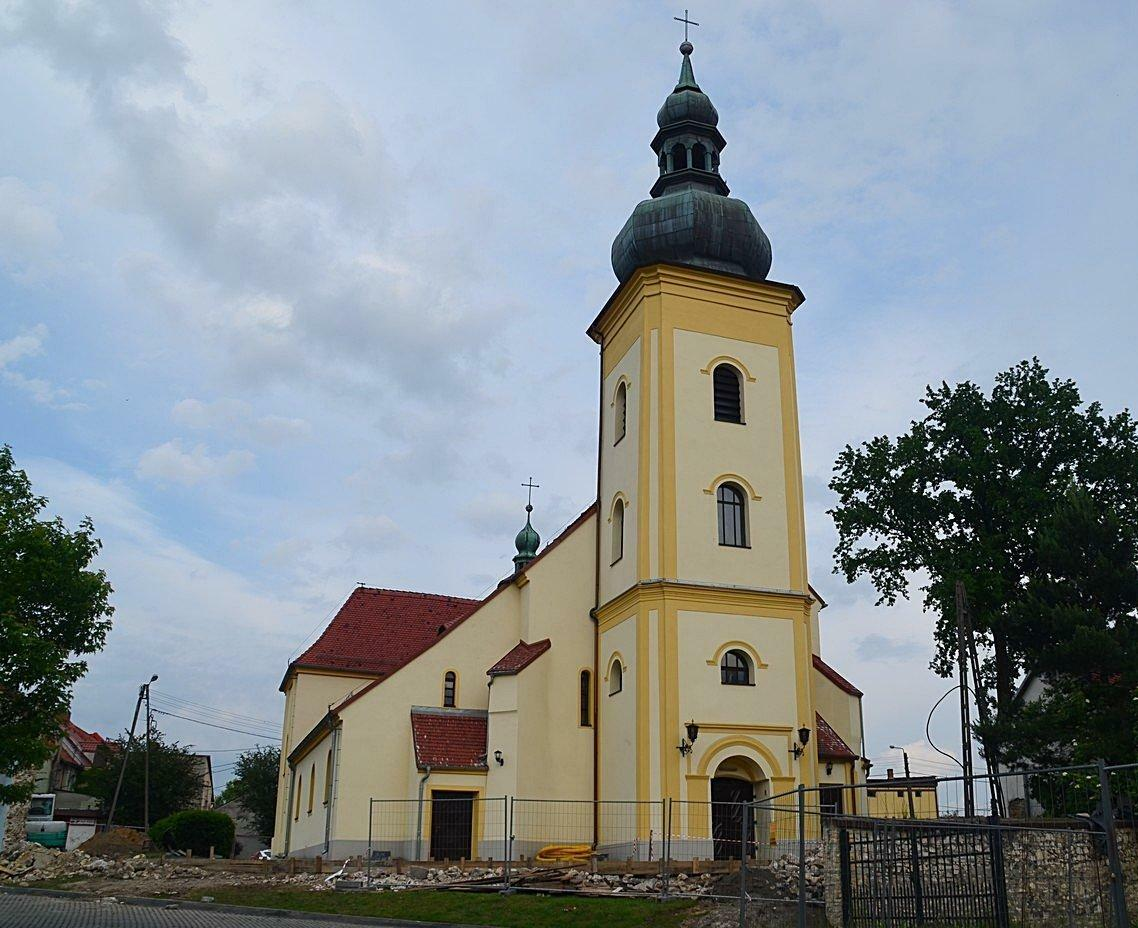
Kościół Trójcy Świętej

- osiedle zabytkowe, wypisane z księgi rejestru
- kościół Trójcy Świętej, z 1717 r., 1843 r.
- kościół cmentarny pw. Najśw. Marii Panny, z XVI/XVII w., XIX w.
- mogiła zbiorowa Powstańców Śląskich, na cmentarzu par., z 1981 r.
- dworzec kolejowy, ul. Dworcowa 20-22, z l. 1933-36
- dom, ul. Bolesława Chrobrego 11, z poł. XIX w., nie istnieje
- dom, ul. Bolesława Chrobrego 15 (d. 17), z poł. XIX w.
- dom, ul. Ligonia 2, z pocz. XIX w.
- domy, ul. Ludowa 1, 3, 5, 7, 9, z poł. XIX w.
- dom, ul. Młyńska 2, z poł. XIX w. (nie istnieje)
- domy, Rynek 4, 7, 8, 12, 22 (nie istnieje), 23, 24, 25 (d. pl. Narutowicza), z XVIII/XIX w.
- dom, ul. Strzelecka 3, z pocz. XIX w., nie istnieje
- młyn wodny, ul. Porębska 6, z XIX w., nie istnieje

inne zabytki:
- pomnik Powstańców Śląskich wykuty z wapienia pińczowskiego stojący na placu Narutowicza[22]
- Pomnik ofiar I wojny światowej w postaci głazu narzutowego granitognejsu z inskrypcją[22]
- cmentarz żydowski

## Sport i rekreacja
W mieście od 1947 roku działa klub piłkarski LZS Leśnica, który po sezonie 2014/2015 wycofał się z rozgrywek klasy okręgowej.

## Miasta partnerskie
- Cernosice, Czechy
- Crostwitz, Niemcy
- Gerbrunn, Niemcy
- Voitsberg, Austria

## Literatura
1. Johann Georg Knie, Alphabethisch-Statistisch-Topographische Uebersicht aller Dörfer, Flecken, Städte und andern Orte der Königl. Preuß. Provinz Schlesien ..., Breslau: Graß, Barth und Comp., 1830, OCLC 751379865 (niem.).
2. Felix Triest, Topographisches Handbuch von Oberschlesien., Breslau: Wilh. Gottl. Korn, 1864–1865, OCLC 315739117 (niem.), Erste Hälfte, Zweite Hälfte.